# Ферран, Антуан Франсуа Клод
Антуан Франсуа Клод Ферран (1751—1825) — французский публицист и политический деятель.
До революции был советником парижского парламента. В сентябре 1789 г. эмигрировал. После казни Людовика XVI граф Прованский назначил его членом совета регентства. В 1801 г. Ферран вернулся во Францию и в 1801 г. хлопотал о реставрации Бурбонов, за что Людовик XVIII сделал его министром и главным директором почт.
Ему принадлежала видная роль в выработке хартии 1814 г.; в палате депутатов он ревностно защищал интересы эмигрантов. В 1815 г. Людовик XVIII сделал его пэром; в 1816 г. королевским ордонансом он был назначен членом Французской академии.
Свою литературную деятельность Ферран начал несколькими трагедиями, а с 1789 г. занялся публицистикой в антиреволюционном духе. Между его брошюрами особенно выделяются: «Nullité et despotisme de l’assemblée prétendue nationale» (1789), «Les conspirateurs démasqués» (1790), «Le rétablissement de la monarchie française» (1792). В 1817 г. издал книгу «Théorie des revolutions» (4 тома).
В эпоху Реставрации он занимался публицистикой очень мало, и только после его смерти вышло в свет его «Политическое завещание». В области истории ему принадлежит четырёхтомный труд «Дух истории», имевший потом ещё пять изданий, но совершенно лишенный философского характера. Его «История трех разделов Польши» (1820) написана в виде продолжения известной книги Рюльера о том же предмете, так как после Рюльера осталось много необработанных материалов. Оба эти сочинения в настоящее время должны считаться совершенно устарелыми, но в течение долгого времени историки польских разделов опирались исключительно на Рюльера и Феррана.